# Джулия Стайлс
Джулия Стайлс (на английски: Julia Stiles) е американска театрална и филмова актриса.

## Ранен живот
Родена е в Ню Йорк на 28 март 1981 г., в семейството на учителя в основно училище и бизнесмен – Джон О'Хара, и актрисата Джудит Стайлс. Тя е най-голяма от трите деца в семейството.

## Кариера
На 11-годишна възраст прави дебюта си на театралната сцена в експериментален театър. След една година вече се изявява като професионален актьор, като участва и в реклами. Следват участия в телевизионни сериали, като през 1994 е взета под внимание за участие в Интервю с вампир, в ролята на Клаудия, но губи възможността в полза на Кирстен Дънст. На 15-годишна възраст за пръв път се появява в игрален филм – Обичам те, не те обичам от 1996 г., но не са ѝ поверени реплики. През 1997 г., се появява в Жив дявол, като дъщеря на Том О'Мийра (в ролята Харисън Форд), и в Wide awake на М. Найт Шаямалан от 1998 г. Първата си главна роля получава в Wicked, като Ели Кристиансън, но филмът така и не бива излъчван по широките екрани в САЩ. Филмът, който донася славата ѝ, както и наградата на Филмовата критика на Чикаго, е 10 неща, които мразя в теб (1999), базиран на „Укротяване на опърничавата“. Следват роли в Завинаги с теб (2000), Запази последния танц(2001) – превърнал се в следващия ѝ голям успех, Самоличността на Борн – роля, развита в следващите части от поредицата. През 2003 година се снима в Усмивката на Мона Лиза, през 2004 в Принцът и аз, през 2005 в Поличбата – римейк на първообраза от 1976 г. Още един филм с нейно участие от 2005 година е Пътешествие до рая.

## Филмография

### Кино
| Година | Филм                       | Оригинално заглавие        | Роля           | Бележки |
| ------ | -------------------------- | -------------------------- | -------------- | ------- |
| 1996   | Обичам те, не те обичам    | I Love You, I Love You Not |                |         |
| 1997   | Жив дявол                  | The Devil's Own            | Бриджит        |         |
| 1998   |                            | Wicked                     | Ели            |         |
| 1998   |                            | Wide Awake                 | Нина Бийл      |         |
| 1999   | 10 неща, които мразя у теб | 10 Things I Hate About You | Кат Стратфорд  |         |
| 2000   | Завинаги с теб             | Down to You                | Имоджен        |         |
| 2000   | Хамлет                     | Hamlet                     | Офелия         |         |
| 2000   | На кръстопът               | State and Main             | Карла          |         |
| 2001   | Запази последния танц      | Save the Last Dance        | Сара Джонсън   |         |
| 2001   |                            | The Business of Strangers  | Пола Мърфи     |         |
| 2001   |                            | O                          | Деси Брабъл    |         |
| 2002   | Самоличността на Борн      | The Bourne Identity        | Ники Парсънс   |         |
| 2003   | Мъжки работи               | A Guy Thing                | Беки           |         |
| 2003   | Каролина                   | Carolina                   | Каролина       |         |
| 2003   | Усмивката на Мона Лиза     | Mona Lisa Smile            | Джоан Брандуин |         |
| 2004   | Принцът и аз               | The Prince and Me          | Пейдж Морган   |         |
| 2004   | Превъзходството на Борн    | The Bourne Supremacy       | Ники Парсънс   |         |
| 2005   | Едмънд                     | Edmond                     | Глена          |         |
| 2005   | Пътешествие до рая         | A Little Trip to Heaven    | Изолд          |         |
| 2006   | Поличбата 666              | The Omen                   | Катрин Торн    |         |
| 2007   | Ултиматумът на Борн        | The Bourne Ultimatum       | Ники Парсънс   |         |
| 2008   |                            | Gospel Hill                | Роузи          |         |
| 2009   |                            | The Cry of the Owl         | Джени          |         |
| 2012   | Наръчник на оптимиста      | Silver Linings Playbook    | Вероника       |         |
| 2012   | Между нас                  | Between Us                 | Грейс          |         |
| 2012   |                            | It's a Disaster            | Трейси         |         |
| 2013   |                            | Closed Circuit             | Джоана Рийс    |         |
| 2014   |                            | Out of the Dark            | Сара Хариман   |         |
| 2015   |                            | Go with Me                 | Лилиан         |         |
| 2015   |                            | The Great Gilly Hopkins    | Кортни         |         |
| 2016   |                            | Misconduct                 | Джейн Клементе |         |
| 2016   | Джейсън Борн               | Jason Bourne               | Ники Парсънс   |         |

### Телевизия
| Година      | Филм    | Оригинално заглавие    | Роля                  | Бележки |
| ----------- | ------- | ---------------------- | --------------------- | --- |
| 1993 – 1994 |         | Ghostwriter            | Ерика                 | телевизионен сериал, 2 епизода                                                                                  |
| 1996        |         | Promised Land          | Меган Уокър           | телевизионен сериал, 1 епизод                                                                                   |
| 1997        |         | Chicago Hope           | Кори                  | телевизионен сериал, 1 епизод                                                                                   |
| 1997        |         | Before Women Had Wings | Фиби Джаксън          | телевизионен филм                                                                                               |
| 1999        |         | The '60s               | Кейти                 | телевизионен филм                                                                                               |
| 2010        | Декстър | Dexter                 | Лумен Пиърс           | телевизионен сериал, 10 епизода - номинация – Златен глобус за най-добра актриса в поддържаща телевизионна роля |
| 2012        |         | Jan                    | Блу                   | телевизионен сериал, 1 епизод                                                                                   |
| 2012 – 2014 |         | Blue                   | Блу                   | телевизионен сериал, 40 епизода                                                                                 |
| 2014 – 2015 |         | The Mindy Project      | д-р Джесика Либерщайн | телевизионен сериал, 3 епизода                                                                                  |
| 2015        |         | Guilt by Association   | Рейчъл Найт           | телевизионен филм                                                                                               |